# 須崎站

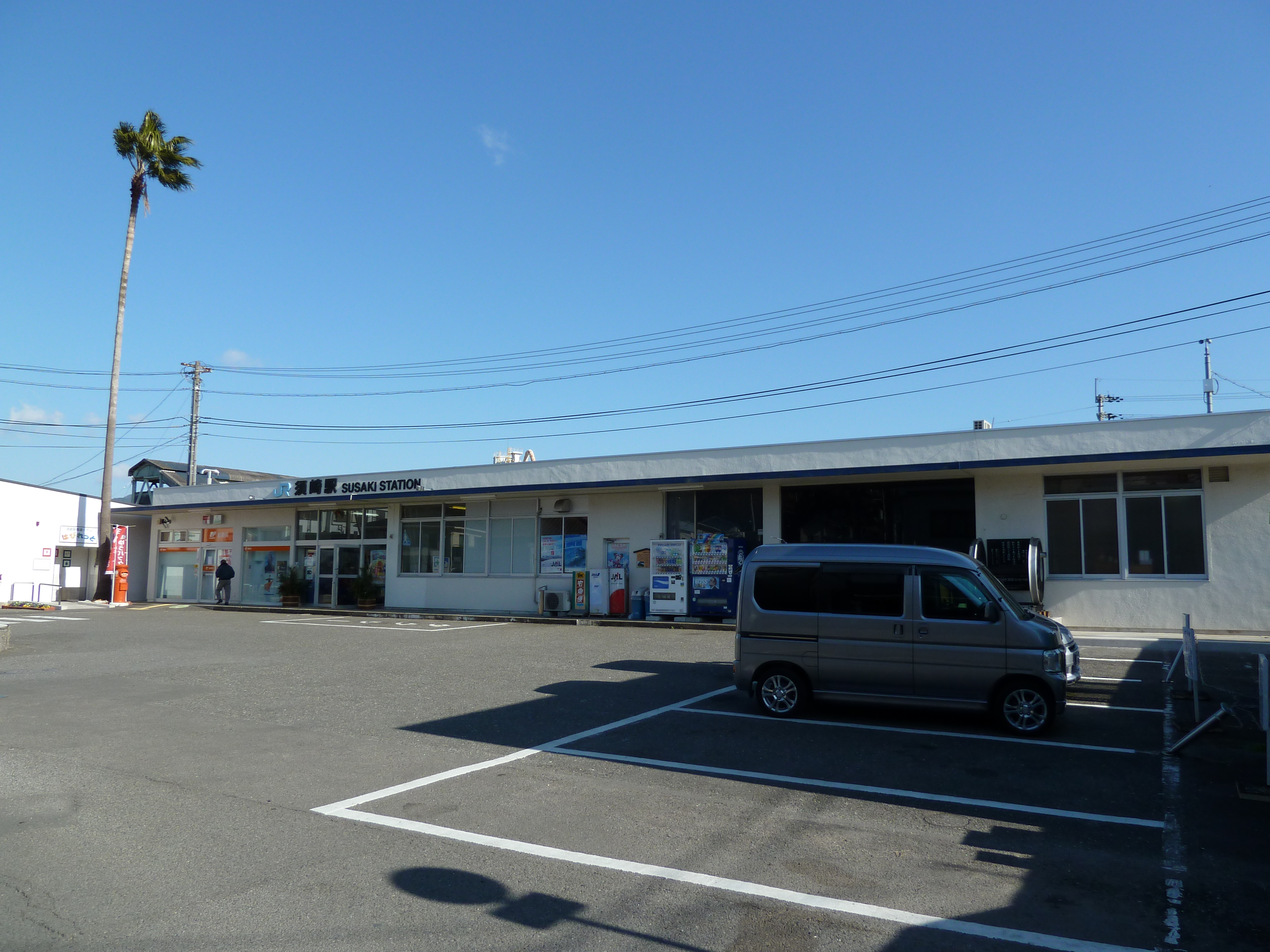
改裝前的須崎站站房。（2011年1月）

須崎站（日语：／ Susaki eki */?）是一位於日本高知縣須崎市原町一丁目、隸屬於四國旅客鐵道（JR四國）的鐵路車站。車站編號為K19，是須崎市的中心車站，所有等級的列車均停靠，而由高知站開出的下行普通區間列車，大部份皆以此為終站。再往南行的普通列車班次則大幅減少至全日4班；而上行的19個普通列車班次，有12班以高知站為總站，另外7班則延至土佐山田站。
由於土佐電氣鐵道伊野線的路面電車只能到達伊野站前站（即JR 的伊野站）。因此JR列車成為了須崎市往來高知市的重要交通工具。

## 車站構造
本站為單層水泥建築。左側為2009年遷入站內的郵局，中央為候車大堂，過往放置了數張標準國鐵式木長櫈，改裝後，改為放置了四方形木枱及獨立式的座椅；右側為站務室及旅遊中心。站外放置了「高知縣鐵道發祥地」的牌匱、「高知線之歌」的歌碑以及以路軌及軸輪所組成的紀念物。
2021年，站房進行了翻新及改建，把外貌由原來標準的國鐵車站模樣，改成為富英國風格的模樣。其中，屋頂部份加裝了以木建成的三角屋頂，並以磚加設玄關及作為車站外牆，車站名亦改稱為「海之町須崎站」（海のまち須崎駅）。至於原面向街道的旅遊中心玻璃窗，則改成為展示海洋和旅行相關的裝飾展示櫥窗。並在出入口旁加設了以船錨、繩索及磚所砌成的擺設。

### 月台配置

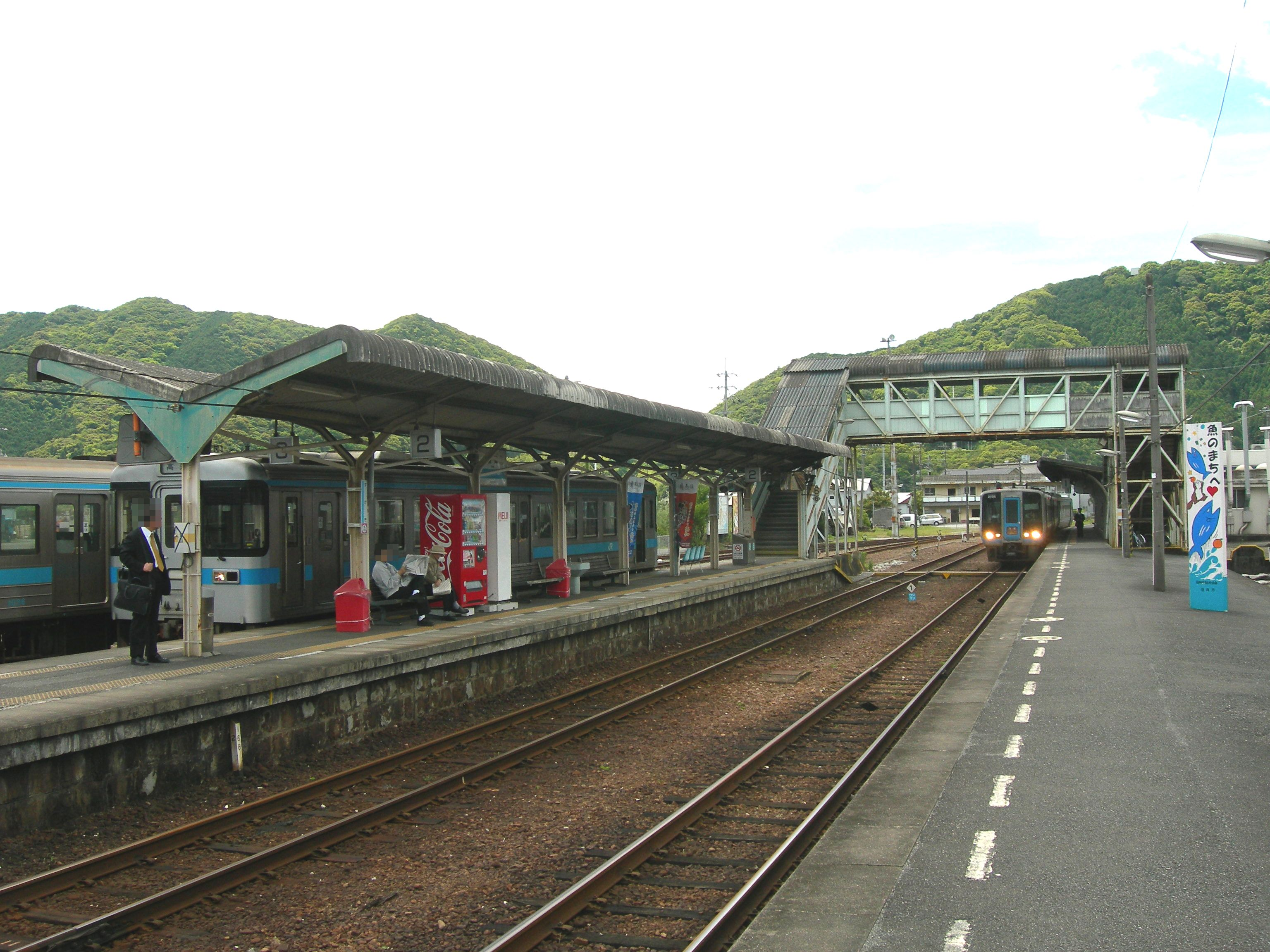
從往高知方向的1號月台眺望對面的2，3號島式月台。

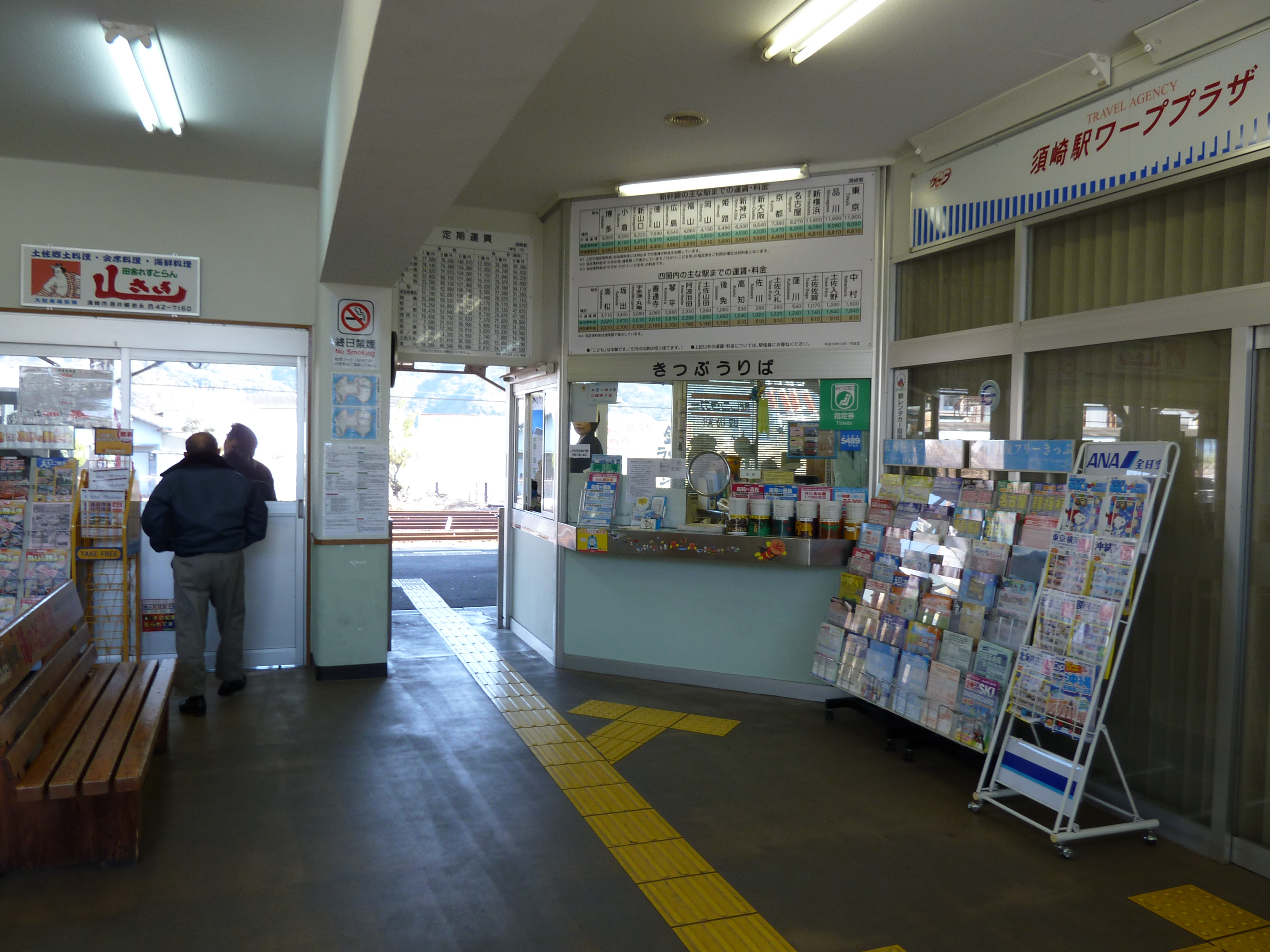
未改裝前站舍內的綠窗口及改札口。

本站設有側式月台及島式月台各1個，共提供2面3線的月台配置，有效長度為6輛。其中靠近站舍的1號月台，屬長而闊的側式月台，而2、3號月台闊度則非常窄。月台和站舍過往靠平交道連接，現時已改用行人天橋連接。3號月台外另設有停泊區間車用側線3條；1號月台頭端向大間站方向則保留2條舊有貨物列車用軌道。
| 月台 | 路線    | 方向 | 目的地             | 備註                          |
| ---- | ------- | ---- | ------------------ | ----------------------------- |
| 1    | ■土讚線 | 上行 | 高知、土佐山田方向 | 上行特急列車、6班上行普通列車 |
| 2    | ■土讚線 | 下行 | 中村、宿毛方向     | 下行特急列車專用              |
| 3    | ■土讚線 | 上行 | 高知、土佐山田方向 | 大部份普通列車始發及終點站    |
| 3    | ■土讚線 | 下行 | 窪川方向           | 全部普通列車起訖站            |

## 歷史
- 1924年3月30日：隨高知線（土讚線的前身）而開業。
- 1955年：第二代站舍完成，沿用至今。
- 1987年4月1日：日本國鐵分割民營化，車站的營運由JR四國繼承。
- 2009年11月30日：須崎站前郵政局轉移至站內，改稱為「須崎站內郵政局」。
- 2021年：

- 10月：增設可發售特急指定席車票的輕觸式售票機。
- 12月：站房改裝，改為英國風格的外貌。

- 2022年1月31日：取消綠色窗口[4]。

## 相鄰車站
四國旅客鐵道（JR四國）
■土讚線
■大部份特急「足摺」、「四萬十」1號
佐川（K13） -  須崎（K19） - 土佐久禮（K22）
■特急「足摺」（下行下午4班、上行上午2班）
多之鄉（K17） -  須崎（K19） - 土佐久禮（K22）
■普通
大間（K18）－須崎（K19）－土佐新莊（K20）

## 外部連結
- JR四國須崎站網頁 （页面存档备份，存于）（日文）。
- 須崎站發車時間表 （页面存档备份，存于）